# Panteón Nacional de Venezuela

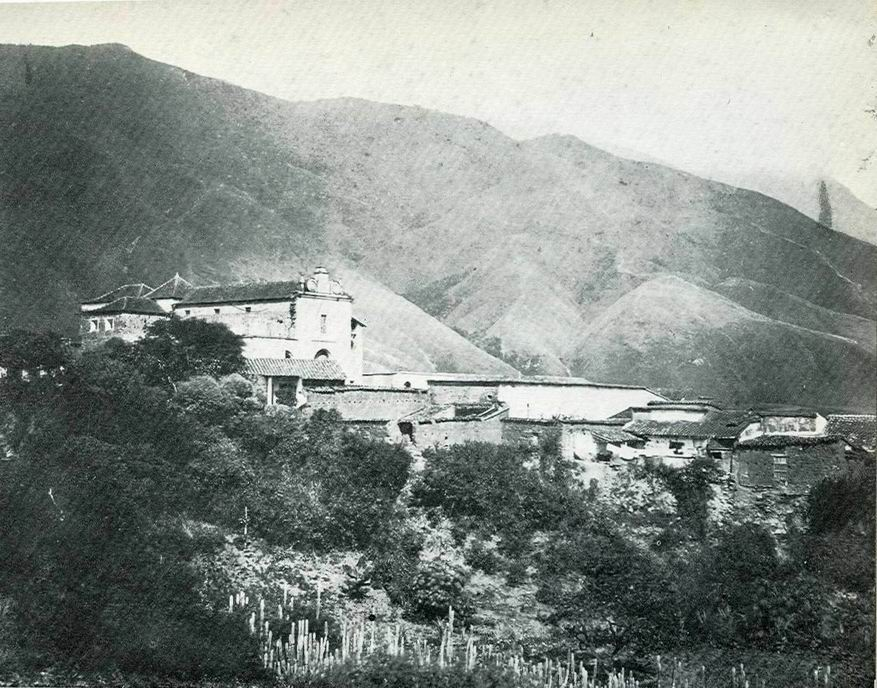
Heilige Dreifaltigkeitskirche, 1874

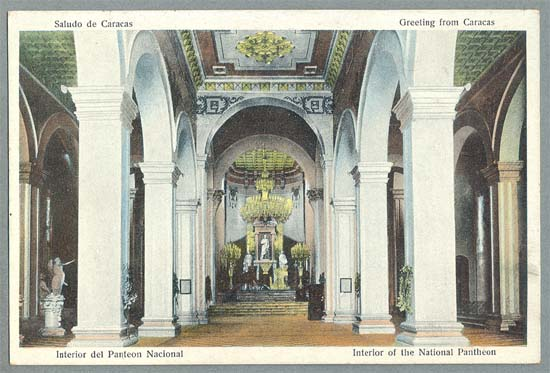
Nationalpantheon in Caracas, um 1930

Das Panteón Nacional de Venezuela ist eine venezolanische Gedenkstätte in Caracas.

## Geschichte
Das Gebäude wurde in der Mitte des 17. Jahrhunderts als römisch-katholisches Kirchengebäude zu Ehren der Heiligen Dreifaltigkeit (Iglesia de la Santísima Trinidad) durch Juan Domingo del Sacramento Infante am nördlichen Ende der Altstadt von Caracas errichtet. Beim Erdbeben von 1812 wurde die Kirche weitgehend zerstört und war bis 1874 noch nicht wieder vollkommen restauriert. Der venezolanische Präsident Antonio Guzmán Blanco entschied am 27. März 1874 durch Dekret die Dreifaltigkeitskirche in ein Nationalpantheon für Venezuela umzuwidmen. Das gesamte ehemalige Kirchenschiff ist dem südamerikanischen Freiheitskämpfer Simón Bolívar gewidmet, der erst zwei Jahre nach der Eröffnung dort beigesetzt wurde. An der ehemaligen Altarstelle ist ein bronzener Sarkophag des Freiheitskämpfers aufgestellt. Das Innere des Nationalpantheons ist durch Gemälde aus den 1930er ausgeschmückt, die bedeutende Szenen aus dem Leben von Bolivar zeigen. Der große Kristallleuchter wurde 1883 im Gebäude aufgehängt.
Im Nationalpantheon wurden unter anderem 1851 die Freiheitskämpfer Francisco Rodriguez del Toro (Marqués del Toro), José Gregorio Monagas, Andrés Ibarra und Ezequiel Zamora beerdigt. Viele weitere berühmte und bedeutende Personen Venezuelas sind in diesem Mausoleum beerdigt.

## Liste der im Mausoleum beerdigten Personen
- Cecilio Acosta.  Schriftsteller, Journalist und Humanist. (5. Juli 1937).
- José Ángel de Álamo. Mediziner, Führer der Unabhängigkeitsbewegung in Venezuela.  (9. Mai 1876).
- Francisco de Paula Alcántara. General im Unabhängigkeitskrieg.  (6. Juni 1876).
- Demetrio Alfaro. Offizier im Unabhängigkeitskrieg.  (28. Mai 1876).
- Lisandro Alvarado. Mediziner. (14. Mai 1980).
- Raimundo Andueza.  Rechtsanwalt, Soldat und Politiker, Vater von Präsident Raimundo Andueza Palacio.  (2. September 1881).
- Francisco Aranda. Politiker. (18. Mai 1898).
- Juan Bautista Arismendi. Offizier im Unabhängigkeitskrieg, Anführer auf der Insel Margarita. (29. Januar 1877).
- Jesús María Aristiguieta. Militärperson und Politiker im Unabhängigkeitskrieg. (18. März 1890).
- Carlos Arvelo. Mediziner und Politiker (16. Dezember 1942).
- Rafael Arvelo. Journalist. (12. Juli 1877).
- Francisco de Paula Avendaño. Offizier im Unabhängigkeitskrieg. (16. März 1966).
- Rafael María Baralt. Schriftsteller und Historiker; Botschafter in Spanien.  (23. November 1982).
- José Miguel Barceló. Militärperson im Bundeskrieg.  (14. Mai 1878).
- Pedro Bárcenas. Mediziner und Offizier im Unabhängigkeitskrieg.  (5. November 1877).
- Víctor Barret de Nazarís. Militärperson und Politiker im Bundeskrieg. (25. August 1896).
- Renato Beluche. Französischstämmiger Freibeuter, später in der venezolanischen Marine während des Unabhängigkeitskriegs.  (22. Juli 1963).
- José Francisco Bermúdez. Ostvenezolanischer Offizier im Unabhängigkeitskrieg. (24. Oktober 1877).
- Pedro Bermúdez Cousín. Rechtsanwalt, Soldat und Politiker.  (30. Dezember 1875).
- Andrés Eloy Blanco. Poet und Politiker. (2. Juli 1981).
- José Félix Blanco. Militärkaplan und Offizier, später Politiker und Historiker. (3. Juli 1896).
- Manuel Blanco. Seemann der mit San Martín und Simón Bolívar kämpfte. (15. April 1876).
- Rufino Blanco Fombona. Schriftsteller und Politiker im Unabhängigkeitskrieg. (23. Juni 1975).
- Simón Bolívar.  Oberbefehlshaber im Unabhängigkeitskrieg, befreite Bolivien, Kolumbien, Ecuador, Peru, Panama und Venezuela.  (28. Oktober 1876).
- Justo Bricéño. Offizier im Unabhängigkeitskrieg (21. Mai 1876).
- Mario Briceño Iragorry. Historiker, Schriftsteller und Diplomat.  (6. März 1991).
- Domingo Briceño y Briceño. Rechtsanwalt, Journalist und Schriftsteller.  (6. Mai 1876).
- Luis Brión. Admiral der venezolanischen Marine. (10. April 1882).
- Blas Bruzual. Militärperson, Politiker und Journalist. (16. August 1889).
- Manuel Ezequiel Bruzual. Militärperson und Politiker. (13. November 1872).
- Lorenzo Bustillos. Offizier im Unabhängigkeitskrieg. (17. Februar 1877).
- Luisa Cáceres de Arismendi. Unfreiwillige Heldin im Unabhängigkeitskrieg, Ehefrau von Juan Bautista Arismendi. (14. August 1876).
- Josefa Camejo. Heldin im Unabhängigkeitskrieg. (8. März 2002)
- Francisco Carabaño Aponte. Offizier im Unabhängigkeitskrieg. (18. Mai 1876).
- Teresa Carreño. Pianistin und Komponistin. (9. Dezember 1977).
- José de la Cruz Carrillo. Offizier im Unabhängigkeitskrieg.  (15. Dezember 1971).
- Carlos Luis Castelli. Italienischstämmiger Officer im Unabhängigkeitskrieg.  (11. Mai 1876).
- Juan Francisco del Castillo. Rechtsanwalt, Militärperson und Politiker.  (2. Juli 1893).
- Cipriano Castro. Militärperson und Präsident von Venezuela. (6. Dezember 2002).
- Manuel Cedeño. Ostvenezolanischer Kavallerieoffizier im Unabhängigkeitskrieg.  (16. Dezember 1942).
- Lino de Clemente. Marineoffizier im Unabhängigkeitskrieg. (21. Juli 1961).
- Agostino Codazzi (Agustín Codazzi). Pionieroffizier, Wissenschaftler, Geograph und Kartograph in Venezuela und Kolumbien. (16. Dezember 1942).
- Juan Fermín Colmenares. Militärperson und Politiker im Bundeskrieg.  (20. August 1881).
- Juan José Conde. Offizier im Unabhängigkeitskrieg.  (19. Mai 1876).
- José María Delgado Correa. Offizier im Unabhängigkeitskrieg und danach. (20. Mai 1876).
- Manuel María Echeandía. Jurist. (18. April 1876).
- Juan Crisóstomo Falcón. Offizier, Politiker und Präsident von Venezuela.  (1. Mai 1874).
- León de Febres Cordero.  Offizier im Unabhängigkeitskrieg (16. Dezember 1942).
- Carmelo Fernández. Offizier im Unabhängigkeitskrieg.  (18. August 1983).
- Fernando Figueredo. Offizier im Unabhängigkeitskrieg. (29. Juni 1937).
- Alejo Fortique. Politiker und Diplomat. (30. April 1876).
- Rómulo Gallegos. Schriftsteller, Politiker, Präsident von Venezuela. (3. Mai 1994).
- Juan Garcés .  Offizier im Unabhängigkeitskrieg. (26. November 1934).
- José María García. Marineoffizier im Unabhängigkeitskrieg. (15. August 1896).
- Valentín García. Offizier im Unabhängigkeitskrieg. (27. April 1961).
- Miguel Gil. Soldat im Unabhängigkeitskrieg. (5. August 1876).
- Francisco Esteban Gómez. Offizier im Unabhängigkeitskrieg. (20. August 1881).
- José de Jesús González. Militärführer im Bundeskrieg. (22. April 1897).
- Tomás Green. (24. August 1876).
- Guaicaipuro. Cacique (Häuptling) mehrerer Karibenstämme. (9. Dezember 2001).
- Juan Bautista Guerra Carrillo Unternehmer, Förderer von Bildung, Philanthrop. (26. Dezember 1998).
- Manuel María Guevara.  Offizier. (10. August 1877).
- Antonio Leocadio Guzmán. Politiker und Journalist.  (18. November 1884).
- Antonio Guzmán Blanco. Militärperson, Rechtsanwalt und Präsident von Venezuela. (8. August 1999).
- Tomás de Heres. Offizier im Unabhängigkeitskrieg. (16. Dezember 1942).
- Francisco Hurtado. Offizier im Unabhängigkeitskrieg. (26. Mai 1876).
- Andrés Ibarra. Offizier im Unabhängigkeitskrieg. (24. August 1875).
- Diego Ibarra. Offizier im Unabhängigkeitskrieg. (20. Oktober 1876).
- Francisco de Ibarra. Priester. (9. November 1880).
- Juan Domingo del Sacramento Infante. Architekt der Heiligen Dreifaltigkeitskirche, (dem  gegenwärtigen Nationalpantheon). (13. Dezember 1780).
- Tomás Lander. Journalist, Landwirt, Politiker und Verfechter des venezolanischen Freiheitsgedanken. (5. April 1884).
- José Prudencio Lanz. Jurist und Offizier im Unabhängigkeitskrieg. (21. April 1876).
- Jacinto Lara. Offizier im Unabhängigkeitskrieg.  (24. Juli 1911).
- Francisco Lazo Martí. Mediziner und Poet.  (27. Oktober 1983).
- Andrés Olimpo Level. Magistrat, Rechtsanwalt, Politiker und Journalist. aktiv im Unabhängigkeitskrieg.  (28. November 1876).
- Francisco Linares Alcántara. Soldat und Politiker, Präsident von Venezuela.  (4. Dezember 1878).
- Enrique Luzón. Deutschstämmiger Offizier im Unabhängigkeitskrieg (Heinrich von Lützow ), (12. Dezember 1877).
- José Tomás Machado. Admiral der venezolanischen Marine, (16. Dezember 1942).
- Vicente Marcano. Ingenieur, Chemiker und Geologe. (10. Juli 1991).
- Santiago Mariño. Ostvenzolanischer Offizier im Unabhängigkeitskrieg, befreite Ostvenezuela 1813. (1. Januar 1877).
- Zoilo Medrano. Führer der Landwirte im Unabhängigkeitskrieg.  (22. April 1897).
- Ramón Ignacio Méndez de la Barta. Priester, Rechtsanwalt und Politiker im Unabhängigkeitskrieg. (16. Dezember 1942).
- Arturo Michelena. Maler. (29. Juli 1948).
- Guillermo Michelena Salías. Mediziner, Universitätsprofessor und Wissenschaftler. (10. November 1891).
- Carlos Minchin. Offizier im Unabhängigkeitskrieg  (4. Juni 1879).
- José Gregorio Monagas. Offizier im Unabhängigkeitskrieg, Präsident von Venezuela, Befreier der Sklaven. (13. November 1872).
- José Tadeo Monagas. Offizier im Unabhängigkeitskrieg, Präsident von Venezuela. (17. Mai 1877).
- Mariano Montilla. Offizier im Unabhängigkeitskrieg. (3. Juli 1896).
- Juan de Dios Monzón. Mediziner, Soldat und Politiker. (20. April 1876).
- José Trinidad Morán. Schriftsteller und Offizier im Unabhängigkeitskrieg. (3. Dezember 1954).
- Tomás Muñoz y Ayala. Offizier im Unabhängigkeits- und Bundeskrieg(14. Juni 1892).
- Pedro Navarro Bolet. (29. Januar 1878).
- Carlos Núñez. Mitglied der Patriotischen Gesellschaft im Unabhängigkeitskampf. (17. Februar 1877).
- Daniel Florencio O’Leary. Irischer Offizier im Unabhängigkeitskrieg.  (10. April 1882).
- Manuel Germán Ojeda y Muñiz. Offizier im Unabhängigkeitskrieg (31. Dezember 1875).
- José Manuel Olivares. Offizier im Unabhängigkeitskrieg.  (14. Mai 1876).
- José Antonio Páez. Reitergeneral im Unabhängigkeitskrieg, Llaneroanführer Präsident von Venezuela. (19. April 1888).
- Miguel Palacio Fajardo. Mediziner und Rechtsanwalt. Offizier im Unabhängigkeitskrieg. (1876).
- Juan Antonio Paredes Angulo. Offizier im Unabhängigkeitskrieg. (16. September 1960).
- Francisco Vicente Parejo. Offizier im Unabhängigkeitskrieg. (18. Mai 1876).
- Ana Teresa Parra Sanojo. Schriftstellerin. (7. November 1989).
- Jesús María Paúl. Offizier im Bundeskrieg. (11. Februar 1877).
- Miguel Peña. Rechtsanwalt und Politiker. (24. Juli 1911).
- Fernando Peñalver. Unterzeichner des Unabhängigkeitsaktes. (3. Juli 1896).
- Juan Antonio Pérez Bonalde. Poet. (14. Februar 1946).
- Gabriel Picón González. Offizier im Unabhängigkeitskrieg. (23. Juni 1975).
- Judas Tadeo Piñango. Offizier im Unabhängigkeitskrieg. (16. Dezember 1942).
- Simón Planas. Politiker. (26. August 1877).
- José Ignacio Pulido del Pumar. Offizier im Unabhängigkeitskrieg. (15. Januar 1881).
- José Luis Ramos. Humanist, Politiker, Journalist. (16. August 1889).
- Rafael Rangel. Wissenschaftler, der tropische Krankheiten erforschte. (20. August 1977).
- Luis Razetti. Chirurg. (23. Juni 1982).
- José Rafael Revenga. Rechtsanwalt. (22. Dezember 1969).
- Pedro Rodríguez. Offizier im Unabhängigkeitskrieg und den Bürgerkriegen danach. (12. Dezember 1879).
- Simón Rodríguez. Bolívars Hauslehrer. (28. Februar 1954).
- Francisco Rodríguez del Toro. Offizier im Unabhängigkeitskrieg. (9. Mai 1851)
- Donato  Rodríguez Silva. Militärperson und Offizier im Bundeskrieg. (22. April 1897).
- Arístides Rojas. Naturforscher. (22. September 1983).
- Cristóbal Rojas. Maler. (27. Dezember 1958).
- Pedro Manuel Rojas Mercado. Militärführer im Bundeskrieg. (10. August 1876).
- Juan José Rondón. Reiteroffizier im Unabhängigkeitskrieg. (25. August 1896).
- Bartolomé Salom. Offizier im Unabhängigkeitskrieg. (5. Juli 1909).
- Tomás José Sanabria y Meleán. Rechtsanwalt und Politiker. (1. Januar 1896).
- Luis Sanojo. Rechtsanwalt und Politiker. (22. Juni 1978).
- José Laurencio Silva. Offizier im Unabhängigkeitskrieg. (16. Dezember 1942).
- Juan Antonio Sotillo. Offizier im Unabhängigkeitskrieg. (9. Januar 1878).
- Carlos Soublette. Offizier im Unabhängigkeitskrieg, Präsident von Venezuela. (7. Februar 1970).
- Fermín Toro. Politiker und Diplomat. (23. April 1876).
- Pedro León Torres. Offizier im Unabhängigkeitskrieg. (16. August 1889).
- Martín Tovar y Tovar. Maler. (22. September 1983).
- José Vicente de Unda. Priester. (16. Dezember 1942).
- Diego Bautista Urbaneja Sturdy. Rechtsanwalt und Offizier im Unabhängigkeitskrieg. (22. Oktober 1876).
- Adolfo Urdaneta. Sohn von Rafael Urdaneta. (24. November 1876)
- Rafael Urdaneta. Offizier im Unabhängigkeitskrieg, Gründer der Bolivarianischen Gesellschaft.  (16. Mai 1876).
- Wenceslao Urrutia. Rechtsanwalt und Politiker. (20. April 1876).
- Johann von Uslar. Deutschstämmiger britischer Offizier, zeichnete sich auf dem Schlachtfeld und in der militärischen Ausbildung aus. (16. Dezember 1942).
- José María Vargas. Chirurg, Präsident of Venezuela. (27. April 1877).
- Miguel Antonio Vásquez. Offizier im Unabhängigkeitskrieg. (11. Februar 1877).
- José Joaquín Veroes. Offizier im Unabhängigkeitskrieg. (16. Dezember 1942).
- Francisco Javier Yanes. Kubanischer Jurist, Journalist, Historiker und Politiker. (1876).
- José Ramón Yépez. Offizier in der Marine (22. August 1949).
- Ezequiel Zamora. Militärführer im Bundeskrieg. (13. November 1872)
- Miguel Zárraga. Offizier im Unabhängigkeitskrieg. (10. Mai 1876).

## Galerie

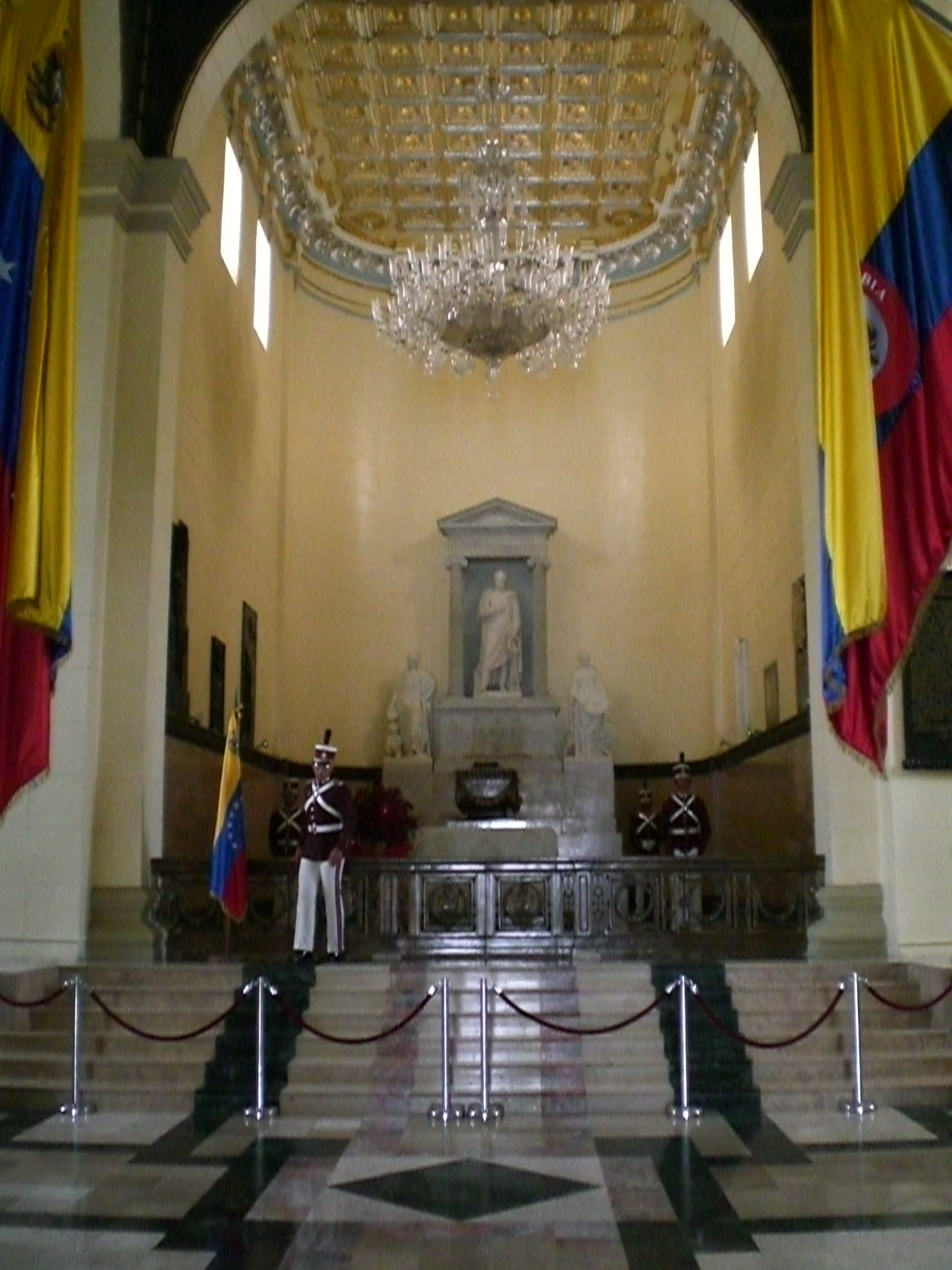
Bolívars Grab am Nationalpantheon
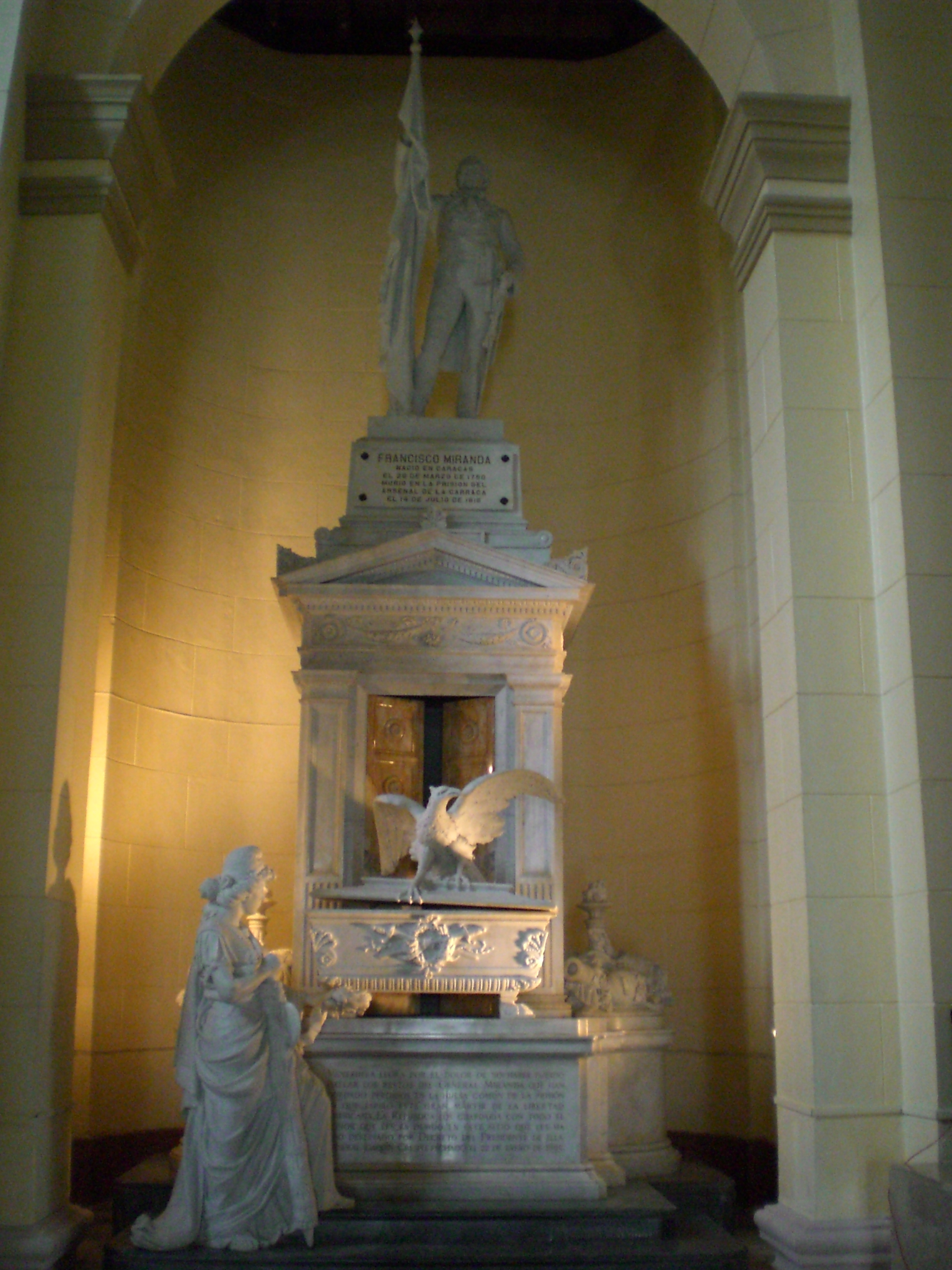
Cenotaph von Francisco de Miranda
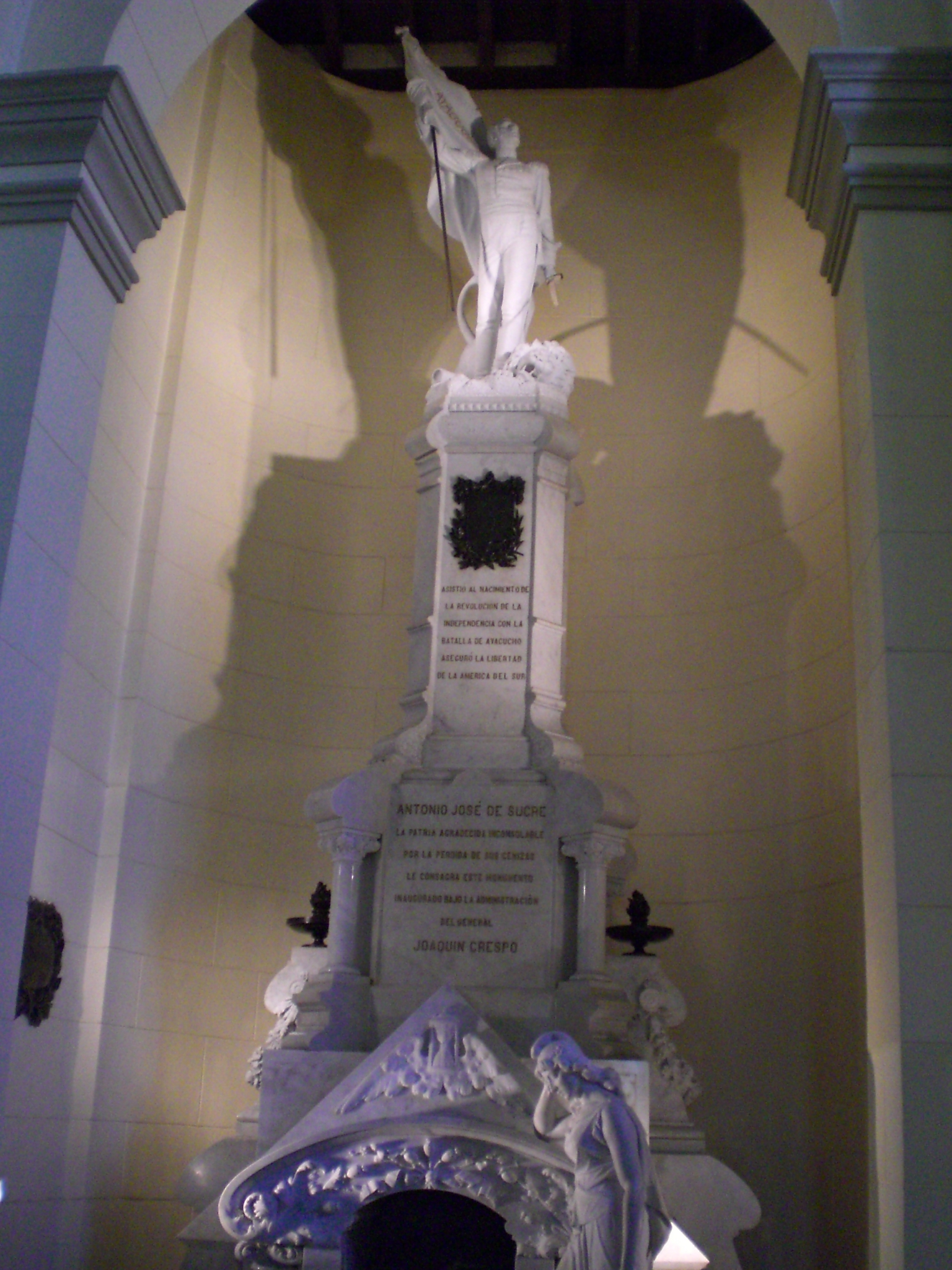
Cenotaph von Antonio José de Sucre
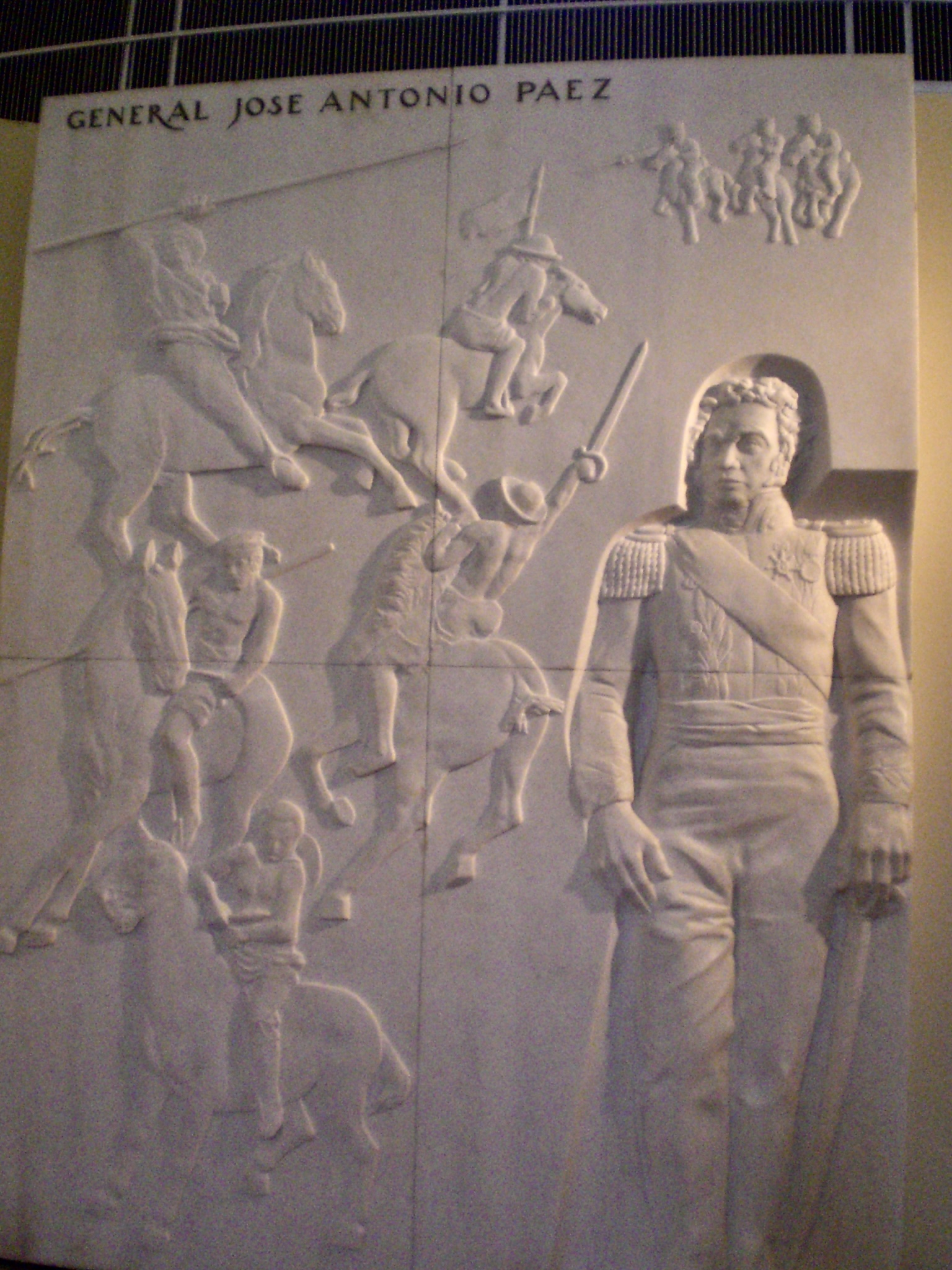
Monument für José Antonio Páez
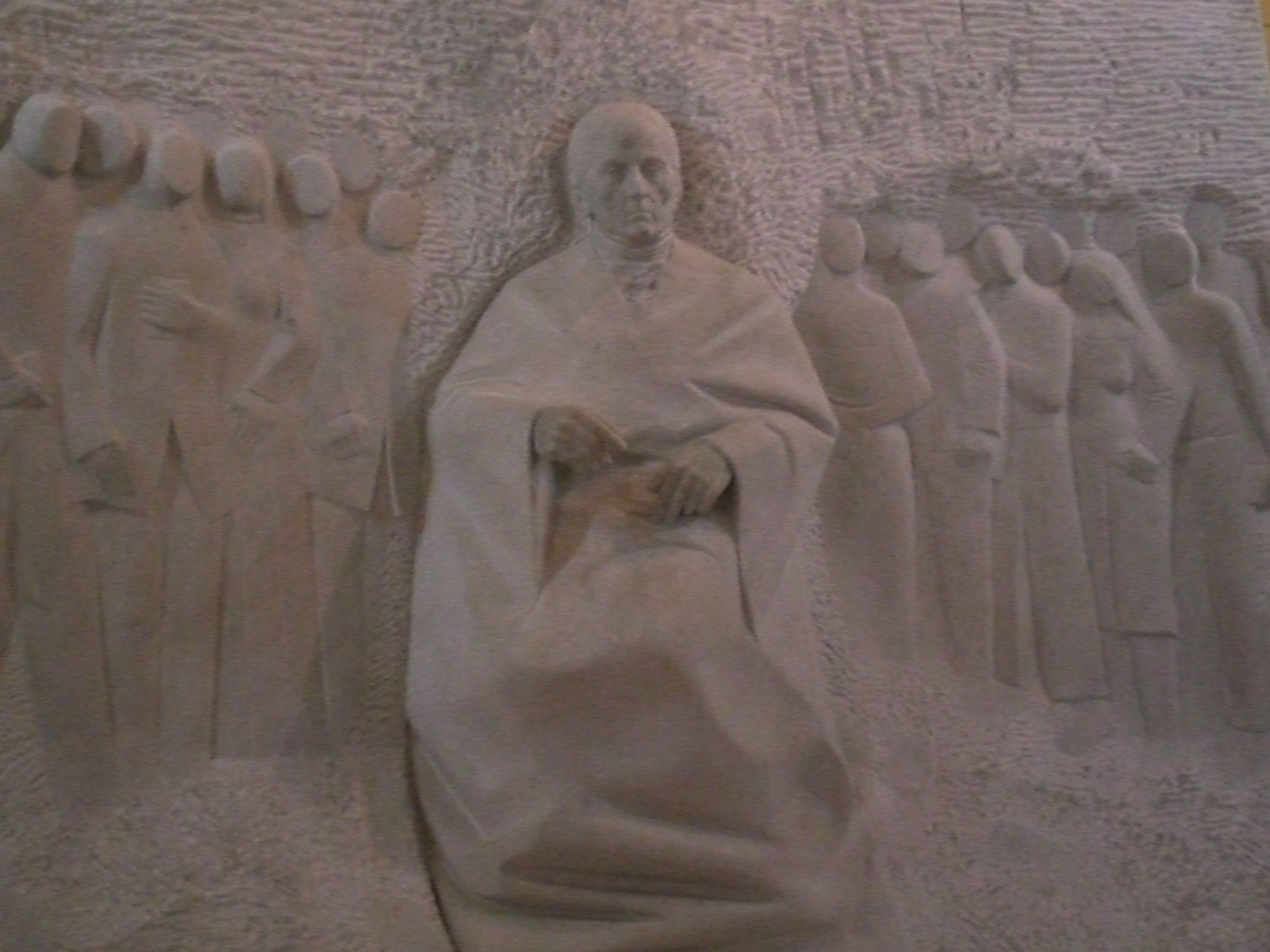
Cenotaph von Andrés Bello
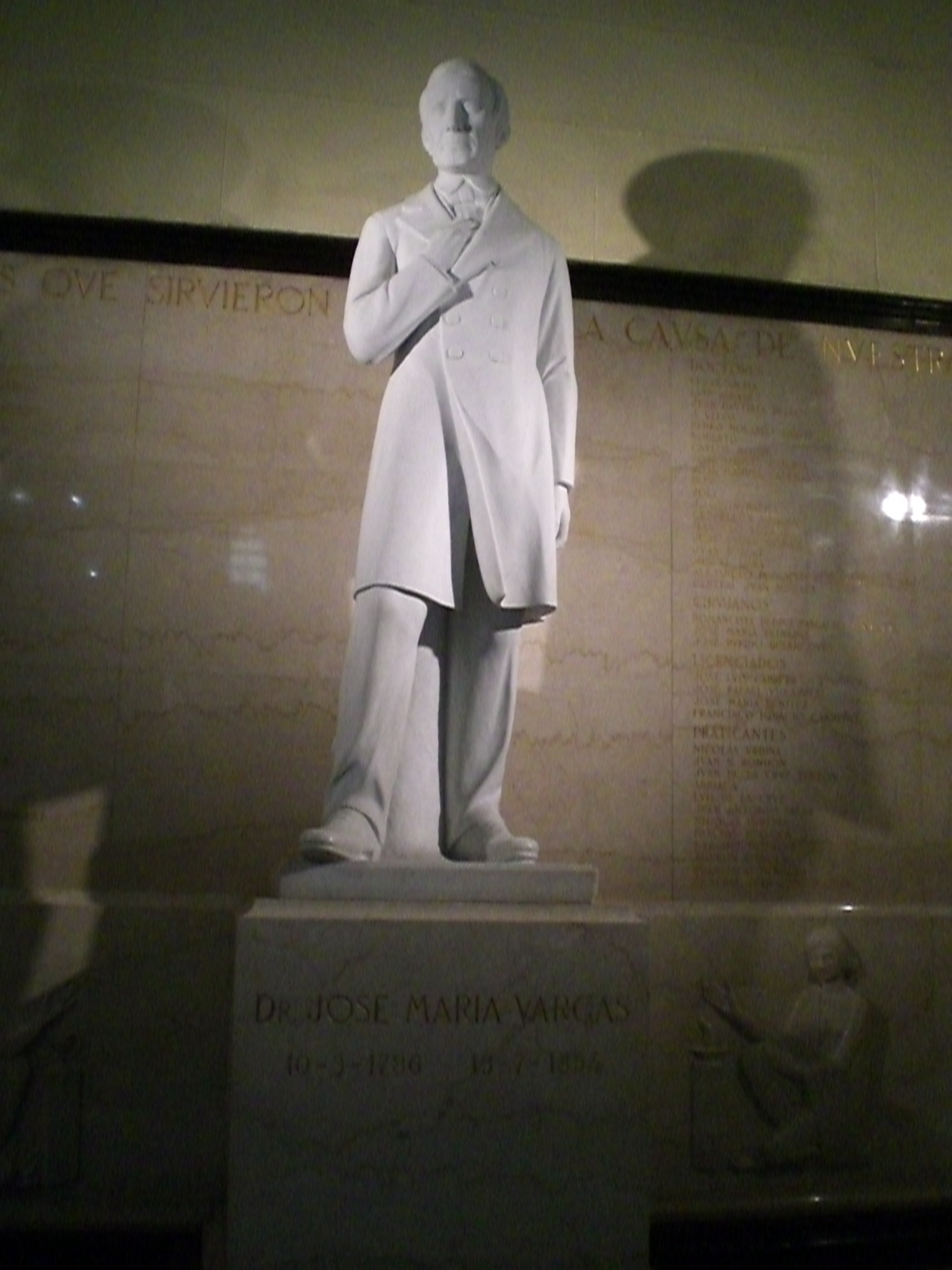
Monument für José María Vargas
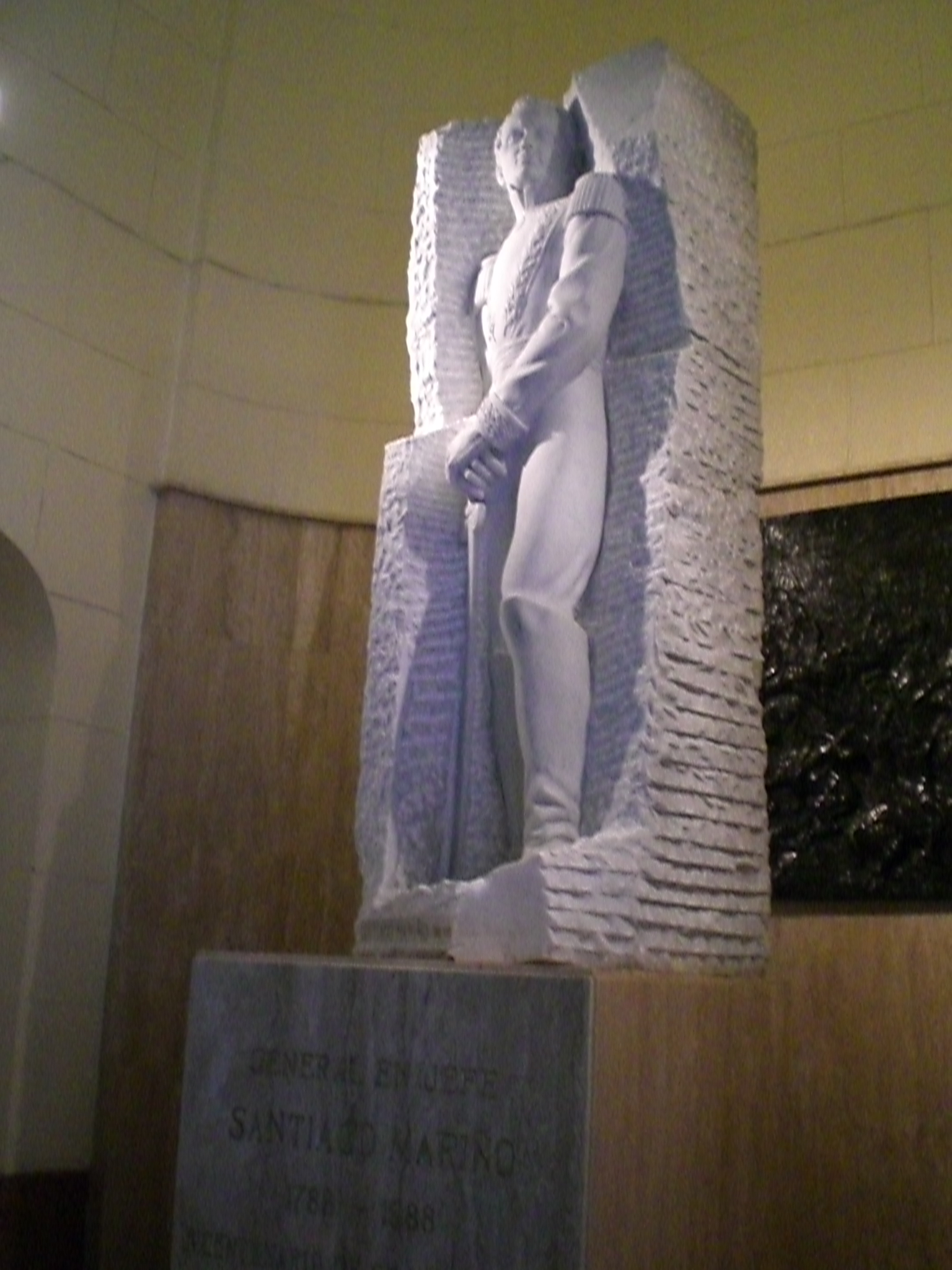
Monument für Santiago Mariño
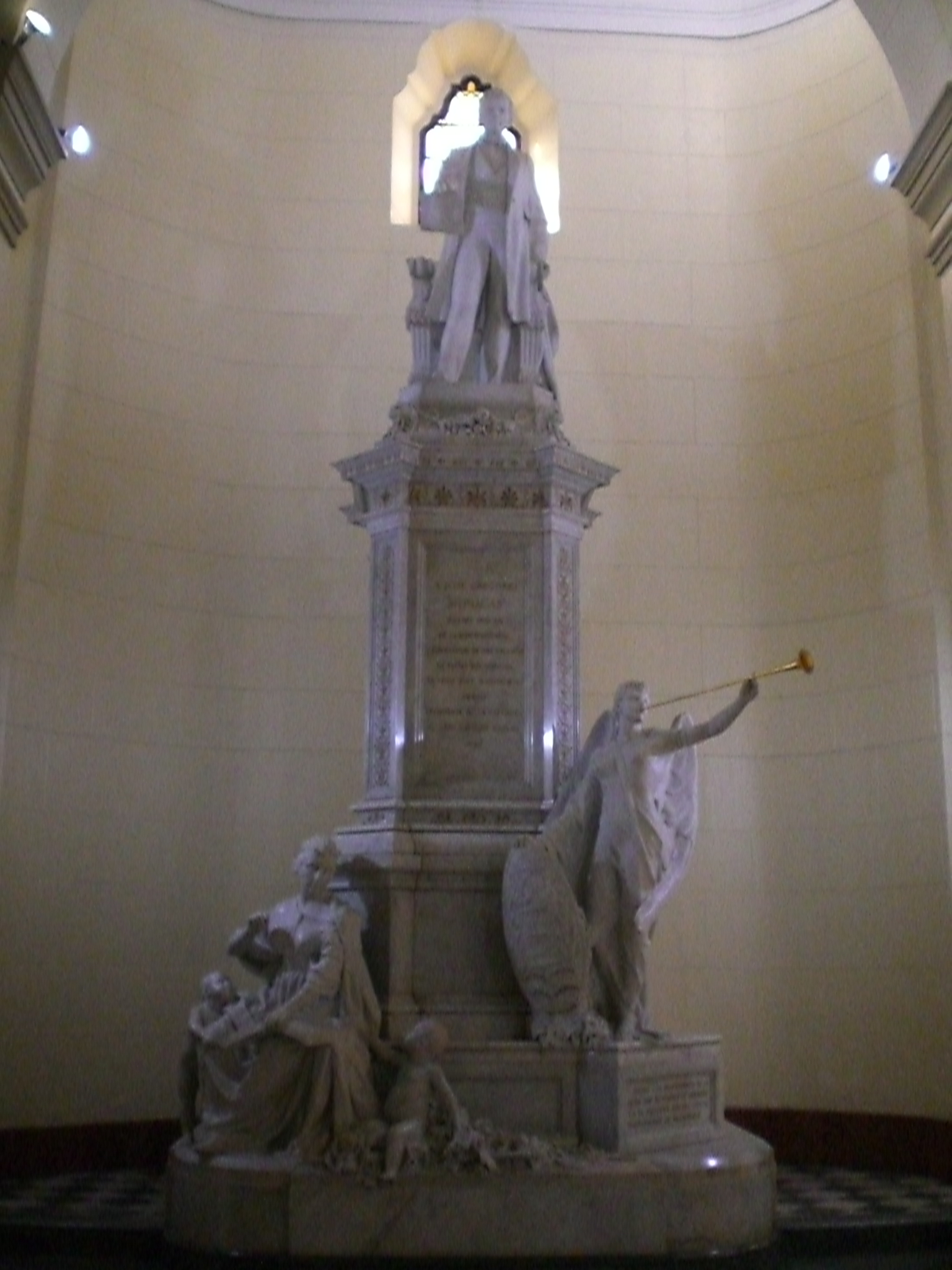
Monument für José Gregorio Monagas
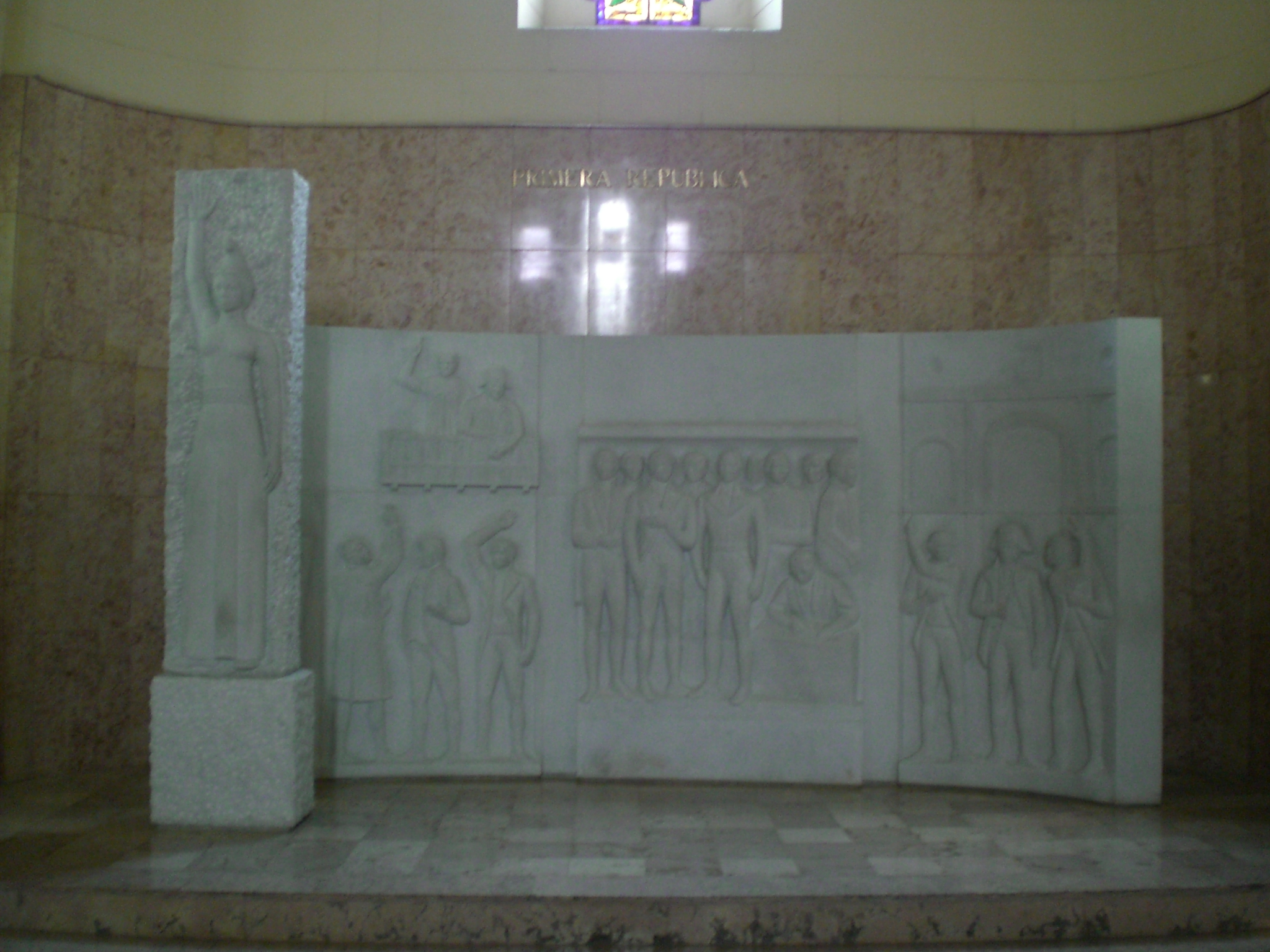
Monument der Ersten Republik
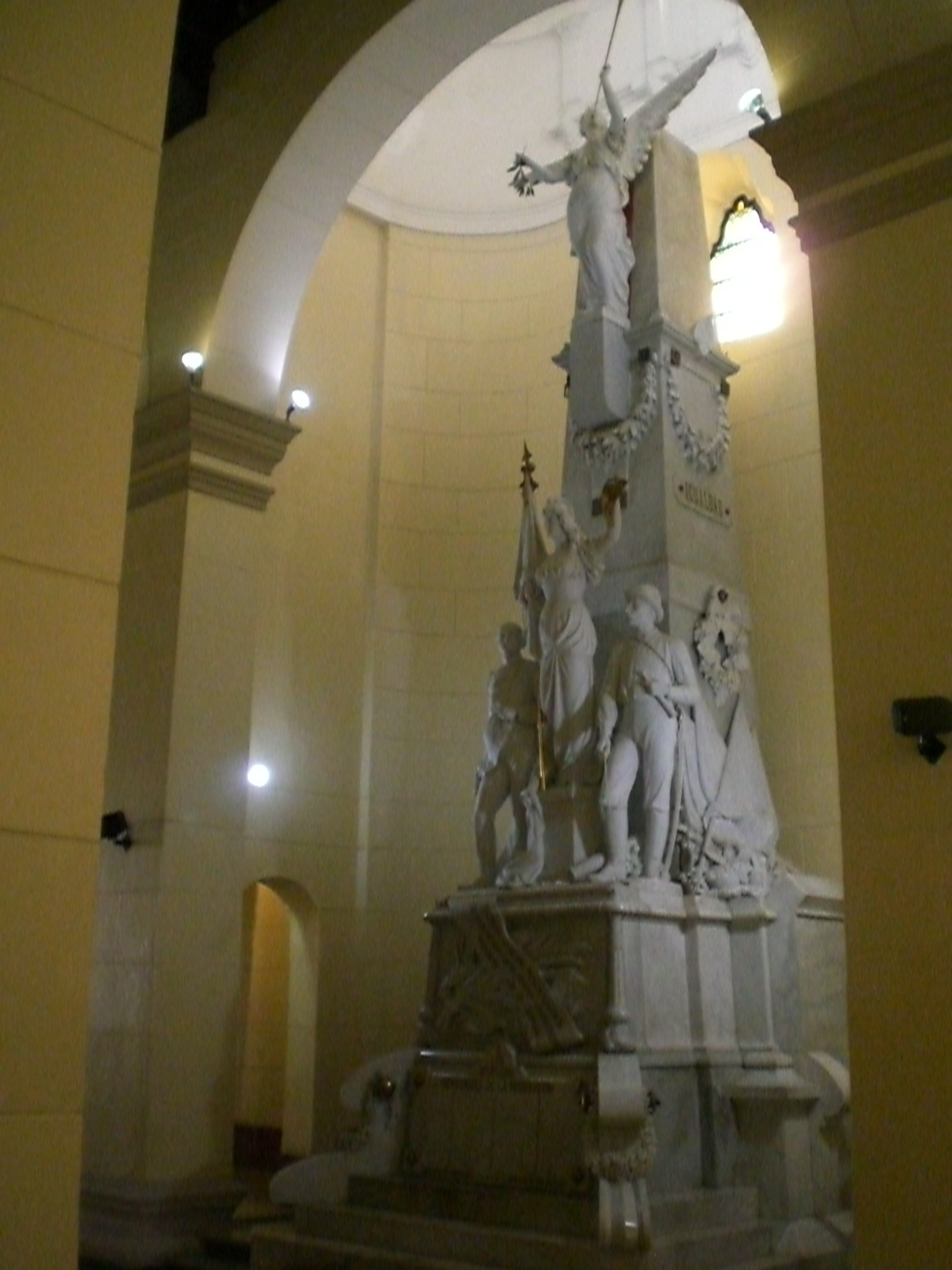
Bundes-Monument